# Vorey
Vorey (voluit: Vorey-sur-Arzon) is een gemeente in het Franse departement Haute-Loire (regio Auvergne-Rhône-Alpes). De plaats maakt deel uit van het arrondissement Le Puy-en-Velay en ligt in de Emblavez-vallei. Vorey telde op 1 januari 2022 1.466 inwoners.

## Geografie
De oppervlakte van Vorey bedroeg op 1 januari 2022 39,23 vierkante kilometer; de bevolkingsdichtheid was toen 37,4 inwoners per km². In Vorey stroomt de Arzon uit in de Loire. 

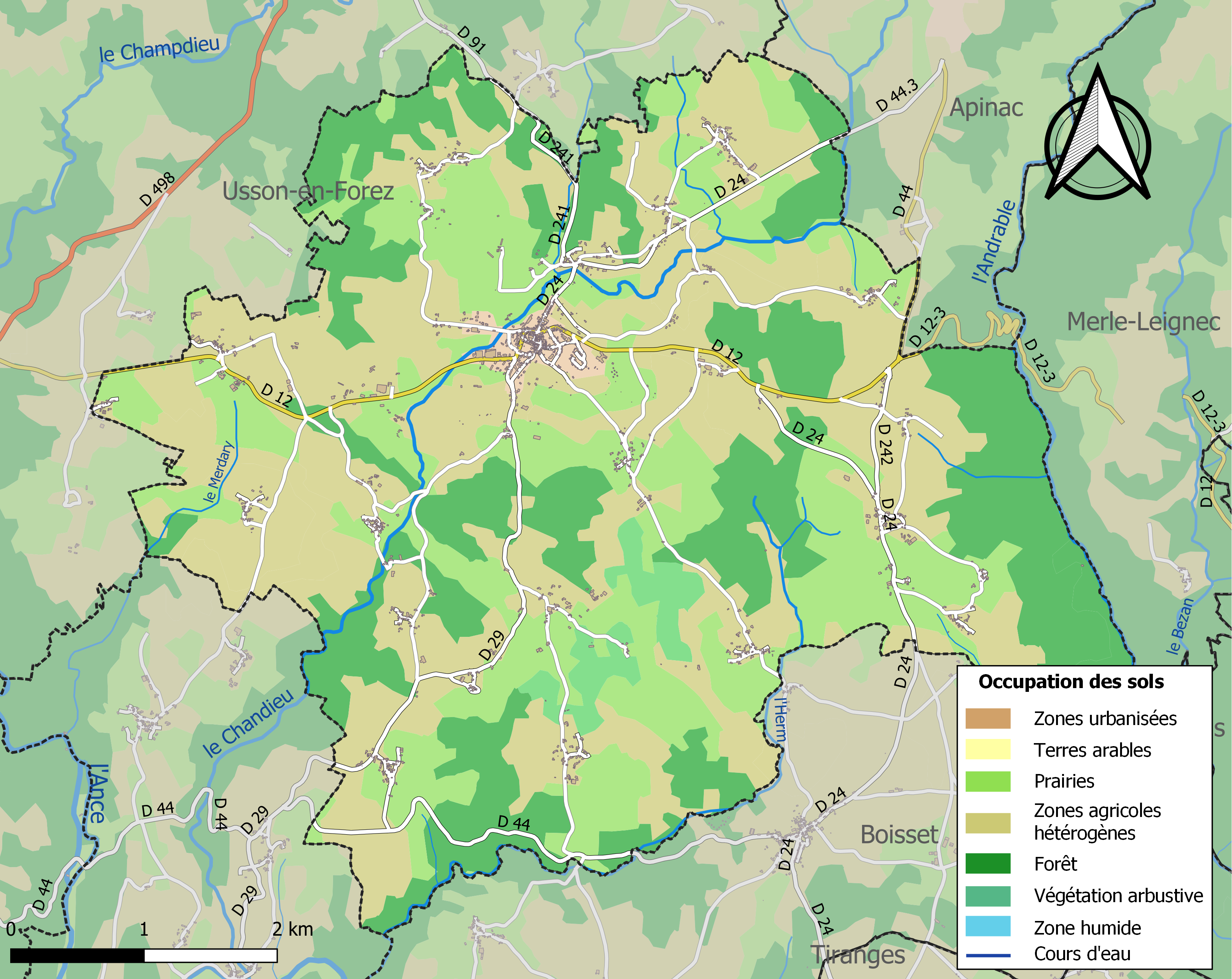
Kaart van de gemeente met de belangrijkste infrastructuur, bodemgebruik en omliggende gemeenten

## Demografie
Onderstaande figuur toont het verloop van het inwonertal (bron: INSEE-tellingen).